# Osborne (Kansas)
La ville d'Osborne est le siège du comté d'Osborne, situé dans le Kansas, aux États-Unis.